# Nekrolog 1858
Nekrolog
◄◄
| ◄
| 1854
| 1855
| 1856
| 1857
| 1858 | 1859 | 1860 | 1861 | 1862 | ► | ►►
Weitere Ereignisse | Allgemeiner Nekrolog 1858
Die Beschreibung der verstorbenen Person sollte so kurz wie möglich gehalten sein und nur deren signifikante Tätigkeit(en) enthalten.
Neue Namen ggf. auch unter dem Geburts- und Sterbedatum, also etwa unter 1. Januar und im Geburts- und Sterbejahr (2024) eintragen (nur bei entsprechender großer Wichtigkeit). Für Beispiele siehe die schon vorhandenen Artikel.
Außerdem über die fünf zuletzt Verstorbenen, zu denen es einen ausreichend guten Artikel für eine Präsentation auf der Hauptseite gibt, nach der todesbedingten Überarbeitung der Artikel ggf. auch unter Wikipedia Diskussion:Hauptseite informieren und sie am besten auch in den anderen Wikipedia-Sprachversionen eintragen. Tipp: Regelmäßig bei news.google.de nach „ist tot“, „gestorben“ oder „verstorben“ suchen.
Wenn eine Person gestorben ist, gibt es viele Seiten zu dieser Person in der Wikipedia, die davon auch betroffen sind und entsprechend aktualisiert werden müssen. Beispiele: Namenübersichtsseite, Geburtsjahr, Geburtsort-Seiten und viele mehr.
Wie finde ich die betroffenen Seiten?
Im Suchfeld auf der linken Seite gibt man den Suchbegriff so ein: „Vorname Nachname“. Dann klickt man auf Volltext und alle Seiten mit entsprechendem Suchtext werden aufgerufen. Hier sieht man dann schnell, wo auch das Todesjahr Sinn macht oder sogar ein Teil des Artikels angepasst werden muss. Auch hilft das „Werkzeug“ auf der linken Seite sehr gut, um solche Seiten aufzufinden: „Links auf diese Seite“. Somit ist die Wikipedia wieder aktuell in allen Bereichen! Hinweis: bei Eintragung der Kategorie „Gestorben JAHR“ wird der Missbrauchsfilter 49 ausgelöst, was jedoch nicht schlimm ist. Siehe: Spezial:Missbrauchsfilter/49
Dies ist eine Liste von im Jahr 1858 verstorbenen bekannten Persönlichkeiten. Die Einträge erfolgen innerhalb der einzelnen Daten alphabetisch sortiert. Tiere sind im Nekrolog für Tiere zu finden.

## Januar
| Tag        | Name                                          | Beruf, bekannt als                                                                                              | Alter | Beleg |
| ---------- | --------------------------------------------- | --- | ----- | ----- |
| 1. Januar  | Christoph Ferdinand IV. Philipp von Degenfeld | Herr auf Neuhaus, Mitherr zu Ehrstädt, auf dem Eulenhof, auf dem Unterbiegelhof, zu Waibstadt und zu Wagenbach. | 85    |       |
| 1. Januar  | Baltazar Mathias Keilhau                      | norwegischer Geograph, Geologe und Bergsteiger                                                                  | 60    |       |
| 2. Januar  | Georg Altmütter                               | österreichischer Technologe                                                                                     | 70    |       |
| 2. Januar  | John Forbes Royle                             | englischer Botaniker und Arzt                                                                                   | 59    |       |
| 2. Januar  | Johann Schneider                              | Schweizer Politiker                                                                                             | 65    |       |
| 2. Januar  | Ernestine von Wildenbruch                     | deutsche Autorin und Salonière                                                                                  | 52    |       |
| 3. Januar  | Henry Darcy                                   | französischer Ingenieur                                                                                         | 54    |       |
| 3. Januar  | Rachel                                        | französisch-jüdische Schauspielerin                                                                             | 36    |       |
| 4. Januar  | Karl Ludwig Häberlin                          | deutscher Jurist und Romanschriftsteller                                                                        | 73    |       |
| 4. Januar  | Ignaz Schweickardt                            | deutscher Küfer und Gründer einer Sektkellerei                                                                  | 46    |       |
| 5. Januar  | Josef Wenzel Radetzky von Radetz              | österreichischer Heerführer                                                                                     | 91    |       |
| 5. Januar  | David Stewart                                 | US-amerikanischer Politiker                                                                                     | 57    |       |
| 6. Januar  | Johannes Nefflen                              | schwäbischer Schriftsteller und Satiriker                                                                       | 68    |       |
| 8. Januar  | Daniel Bell Wakefield                         | neuseeländischer Rechtsanwalt, Generalstaatsanwalt für New Munster und kurzzeitig Richter am Supreme Court      | 59    |       |
| 9. Januar  | Anson Jones                                   | US-amerikanischer Mediziner, Unternehmer, Abgeordneter und letzter Präsident der Republik Texas                 | 59    |       |
| 9. Januar  | Johann Friedrich Schulze                      | deutscher Orgelbaumeister                                                                                       | 64    |       |
| 9. Januar  | Bonifaz Kaspar von Urban                      | Erzbischof von Bamberg                                                                                          | 85    |       |
| 11. Januar | Cirk Heinrich Stürenburg                      | deutscher Jurist                                                                                                | 59    |       |
| 12. Januar | Friedrich Wilhelm Barthold                    | deutscher Historiker                                                                                            | 58    |       |
| 12. Januar | Joachim Haspinger                             | österreichischer Pfarrer und Tiroler Patriot                                                                    | 81    |       |
| 12. Januar | Diedrich Heinrich Wätjen                      | deutscher Reeder                                                                                                | 72    |       |
| 13. Januar | Léon Feugère                                  | französischer Romanist und Literarhistoriker                                                                    | 47    |       |
| 14. Januar | Friedrich Magnus von Bassewitz                | deutscher Adliger, Regierungspräsident in Potsdam (1810–1842)                                                   | 84    |       |
| 14. Januar | Caroline Gräfin von Bismarck-Bohlen           | preußische Adlige in Pommern                                                                                    | 59    |       |
| 14. Januar | Mihail Lewicki                                | ukrainischer griechisch-katholischer Erzbischof von Lemberg                                                     | 83    |       |
| 15. Januar | Günther Nicol                                 | deutscher Dichter und Jurist                                                                                    | 51    |       |
| 15. Januar | Conrad Schramm                                | deutscher Revolutionär                                                                                          | 35    |       |
| 16. Januar | Hermann Ludwig Schenck zu Schweinsberg        | deutscher Revierförster                                                                                         | 50    |       |
| 16. Januar | Georg Friedrich August Schmidt                | protestantischer Superintendent, Kirchenrat, Autor, Bibliograf, Lexikograf                                      | 72    |       |
| 17. Januar | Georg Mittermayr                              | deutscher Opernsänger (Bariton, Bass), Theaterschauspieler und Gesangspädagoge                                  | 75    |       |
| 17. Januar | Heinrich Kaspar von Wedel                     | preußischer Offizier und Ritter des Ordens Pour le Mérite                                                       | 79    |       |
| 18. Januar | William Cavendish, 6. Duke of Devonshire      | britischer Peer und Politiker                                                                                   | 67    |       |
| 18. Januar | Thérèse Demar                                 | deutsch-französische Harfenistin, Sängerin, Komponistin und Verlegerin                                          | 71    |       |
| 18. Januar | Margarethe Jonas                              | deutsche Bildstickerin und Malerin                                                                              | 74    |       |
| 18. Januar | Michael Nairn                                 | schottischer Unternehmer und Produzent für Baumwolle und Bodenbeläge                                            | 53    |       |
| 19. Januar | Paulo Midosi                                  | portugiesischer Schriftsteller, Politiker und Diplomat                                                          | 67    |       |
| 20. Januar | Wilhelm August Friedrich Genßler              | deutscher evangelischer Geistlicher                                                                             | 64    |       |
| 20. Januar | Johann Langer                                 | österreichischer Schriftsteller und Philanthrop                                                                 | 64    |       |
| 21. Januar | Rudolf Christiani                             | deutscher Jurist und Politiker                                                                                  | 60    |       |
| 21. Januar | Carl Hostmann                                 | deutscher Bankier und Unternehmer                                                                               | 59    |       |
| 21. Januar | Woldemar Hermann von Löwenstern               | livländischer Gutsbesitzer und Offizier in russischen Diensten                                                  | 81    |       |
| 21. Januar | Ugo Pietro Spinola                            | italienischer Kardinal                                                                                          | 66    |       |
| 22. Januar | Gustav Adolf de Grahl                         | Hamburger Arzt, Schriftsteller und Komponist                                                                    | 64    |       |
| 22. Januar | Ludwig II.                                    | Großherzog von Baden (1852–1856)                                                                                | 33    |       |
| 22. Januar | Carl Friedrich Plattner                       | Hüttenkundler und Chemiker                                                                                      | 58    |       |
| 22. Januar | Friedrich von Schwertzell                     | Gutsbesitzer, Mitglied der kurhessischen Ständeversammlung                                                      | 73    |       |
| 23. Januar | Daniel Burrows                                | US-amerikanischer Politiker                                                                                     | 91    |       |
| 23. Januar | Carl Justus Harmen Fedeler                    | deutscher Maler                                                                                                 | 58    |       |
| 23. Januar | Luigi Lablache                                | italienischer Opernsänger (Bassist)                                                                             | 63    |       |
| 23. Januar | Josef Rauchenbichler                          | Geistlicher und Schriftsteller                                                                                  | 67    |       |
| 27. Januar | Charles-Pierre Chapsal                        | französischer Grammatiker, Lexikograf und Romanist                                                              |       |       |
| 27. Januar | John Henry Hobart Haws                        | US-amerikanischer Politiker                                                                                     |       |       |
| 27. Januar | Freeborn G. Jewett                            | US-amerikanischer Jurist und Politiker                                                                          | 66    |       |
| 28. Januar | August Heinrich Werner Brandes                | deutscher Pädagoge und Hochschullehrer                                                                          | 59    |       |
| 28. Januar | Agatha Lin                                    | chinesische Missionarin                                                                                         |       |       |
| 28. Januar | Jean-Pierre-Christine Willmar                 | belgischer Diplomat und Politiker                                                                               | 67    |       |
| 29. Januar | Samuel Barton                                 | US-amerikanischer Politiker                                                                                     | 72    |       |
| 29. Januar | Joachim Frich                                 | norwegischer Landschaftsmaler und Lithograf                                                                     | 47    |       |
| 30. Januar | Magnus Martin Pontin                          | schwedischer Chemiker und Arzt                                                                                  | 77    |       |
| 30. Januar | Coenraad Jacob Temminck                       | niederländischer Zoologe mit Schwerpunkt Ornithologie                                                           | 79    |       |
| 31. Januar | Jakob Ulrich Ritter                           | Schweizer Politiker (Radikal-Liberale)                                                                          | 48    |       |

## Februar
| Tag         | Name                                   | Beruf, bekannt als                                                                  | Alter | Beleg |
| ----------- | -------------------------------------- | ----------------------------------------------------------------------------------- | ----- | ----- |
| 3. Februar  | August Alexander Kämmerer              | deutscher Geologe                                                                   | 68    |       |
| 3. Februar  | Georg Adam Rehfues                     | Goldschmied                                                                         | 73    |       |
| 4. Februar  | Thomas Campbell                        | schottischer Bildhauer                                                              | 67    |       |
| 4. Februar  | Christoph Curt von Egidy               | sächsischer Amtshauptmann                                                           | 56    |       |
| 5. Februar  | Charles Roß                            | deutscher Maler                                                                     | 41    |       |
| 5. Februar  | Alexander Dmitrijewitsch Ulybyschew    | russischer Literat und Musikkritiker                                                | 64    |       |
| 6. Februar  | Adriano Fieschi                        | italienischer Kardinal der Römischen Kirche                                         | 69    |       |
| 6. Februar  | Pompeo Marchesi                        | italienischer Bildhauer                                                             | 68    |       |
| 9. Februar  | Jean-François Boch                     | luxemburgischer Unternehmer                                                         | 75    |       |
| 9. Februar  | Georg Wigand                           | deutscher Verleger und Buchhändler                                                  | 49    |       |
| 10. Februar | Wilhelm Theodor Gümbel                 | deutscher Botaniker                                                                 | 45    |       |
| 10. Februar | Wade Hampton II.                       | US-amerikanischer Plantagenbesitzer                                                 | 66    |       |
| 10. Februar | Paul Alexander von Krüdener            | russischer Botschafter                                                              | 74    |       |
| 10. Februar | Justus Walther                         | Landtagsabgeordneter Großherzogtum Hessen                                           | 50    |       |
| 11. Februar | Georg Nordeck zur Rabenau              | Landtagsabgeordneter Großherzogtum Hessen                                           | 80    |       |
| 12. Februar | Ludovico Gazzoli                       | italienischer Kurienkardinal                                                        | 83    |       |
| 12. Februar | Gustav Albert Wegmann                  | Architekt, Maurer                                                                   | 45    |       |
| 13. Februar | Hermann Heinrich Gossen                | preußischer Nationalökonom                                                          | 47    |       |
| 13. Februar | Albert Riegel                          | deutscher Porträtmaler                                                              | 55    |       |
| 13. Februar | Sylvie von Ziegesar                    | Vertraute Goethes                                                                   | 72    |       |
| 14. Februar | Johannes Wichelhaus                    | deutscher reformierter Theologe                                                     | 39    |       |
| 15. Februar | Johann Nepomuk von Caspar              | Bürgermeister der Stadt Augsburg                                                    | 83    |       |
| 16. Februar | Friedrich Creuzer                      | deutscher Philologe                                                                 | 86    |       |
| 16. Februar | Charles Augustus FitzRoy               | Gouverneur zahlreicher britischer Kolonien                                          | 61    |       |
| 16. Februar | Georg Ernst Friedrich Hoppenstedt      | Stadtdirektor von Hannover                                                          | 78    |       |
| 17. Februar | Heinrich Heintzmann                    | deutscher Bergbeamter, Stadtrat von Essen                                           | 79    |       |
| 17. Februar | Benoni Friedländer                     | deutscher Privatgelehrter und Münzsammler                                           | 84    |       |
| 18. Februar | Eduard von Nostitz und Jänckendorf     | deutscher Jurist und Politiker, MdL (Königreich Sachsen), sächsischer Innenminister | 66    |       |
| 19. Februar | Mathias Loras                          | Bischof von Dubuque                                                                 | 65    |       |
| 21. Februar | Antonio Guadagnoli                     | italienischer Lyriker                                                               | ≈59   |       |
| 21. Februar | Johann Heinrich Bernhard Lübkert       | deutscher evangelischer Theologe                                                    | 59    |       |
| 21. Februar | Johann Heinrich Schürmann              | evangelischer Lehrer, Heimatforscher                                                | 80    |       |
| 22. Februar | Noël Joseph Auguste Delfosse           | belgischer Politiker                                                                | ≈56   |       |
| 22. Februar | Ernst von Motz                         | preußischer Landrat und Polizeipräsident                                            | 52    |       |
| 25. Februar | Johannes Hubler                        | Schweizer Politiker                                                                 | 41    |       |
| 26. Februar | Johann Gottlob Hanschmann              | deutscher Pädagoge und Lehrer                                                       | 49    |       |
| 26. Februar | Louis Victor Léon de Rochechouart      | französischer Aristokrat und Militär                                                | 69    |       |
| 26. Februar | Thomas Tooke                           | englischer Ökonom                                                                   | 83    |       |
| 27. Februar | Ludolph von Beckedorff                 | preußischer konservativer Publizist, Pädagoge, Ministerialbeamter und Gutsbesitzer  | 79    |       |
| 27. Februar | Wilhelm Joseph Imhoff                  | deutscher Bildhauer                                                                 | 66    |       |
| 27. Februar | Karl Ludwig Stettler                   | Schweizer Politiker, Offizier, Historiker und Aquarellmaler                         | 84    |       |
| 27. Februar | Job Roberts Tyson                      | US-amerikanischer Politiker                                                         | 55    |       |
| 28. Februar | Joachim Friedrich Christian Dieterichs | deutscher Tierarzt                                                                  | 65    |       |
| 28. Februar | Beda Weber                             | Schriftsteller, Theologe und Abgeordneter der Frankfurter Nationalversammlung       | 59    |       |
| 28. Februar | Johann Georg Oestreich                 | deutscher Orgelbauer                                                                | 88    |       |

## März
| Tag               | Name                                         | Beruf, bekannt als                                                                 | Alter | Beleg |
| ----------------- | -------------------------------------------- | ---------------------------------------------------------------------------------- | ----- | ----- |
| 2. März           | Anton von Braunmühl                          | deutscher Architekt                                                                | 38    |       |
| 2. März           | Jeremiah Brown                               | US-amerikanischer Politiker                                                        | 72    |       |
| 3. März           | József Bajza                                 | ungarischer Dichter und Schriftsteller                                             | 54    |       |
| 4. März           | Theodor Kortüm                               | deutscher Arzt                                                                     | 72    |       |
| 4. März           | Edward Lucas                                 | US-amerikanischer Politiker                                                        | 77    |       |
| 4. März           | Matthew Calbraith Perry                      | US-amerikanischer Seeoffizier                                                      | 63    |       |
| 5. März           | Faustin Ens                                  | deutscher Gymnasiallehrer und Landvermesser                                        | 76    |       |
| 5. März           | Friedrich Adolf Klüber                       | deutscher Lokalpolitiker; Oberbürgermeister von Düsseldorf                         | 65    |       |
| 7. März           | Jacob Daniel Burgschmiet                     | deutscher Bildhauer, Erzgießer                                                     | 61    |       |
| 7. März           | Johann Conrad Troll                          | Schweizer Pädagoge und Historiker                                                  | 74    |       |
| 7. März           | Bertha Unzelmann                             | deutsche Schauspielerin                                                            | 35    |       |
| 8. März           | William Ayrton                               | englischer Musikkritiker und Operndirigent                                         | 81    |       |
| 8. März           | Rudolf Kohlrausch                            | deutscher Physiker                                                                 | 48    |       |
| 8. März           | Louis Gabriel Michaud                        | französischer Schriftsteller, Buchdrucker und Verleger                             | 85    |       |
| 9. März           | James Nelson Barker                          | US-amerikanischer Dramatiker                                                       | 73    |       |
| 10. März          | Heinrich Brockmann                           | deutscher Arzt und Erstbeschreiber der Brockmann-Körper in den Knochenfischen      | 38    |       |
| 11. März          | William Hodson                               | britischer Offizier                                                                | 37    |       |
| 11. März          | Alexander Wassiljewitsch Wiskowatow          | russischer Militärhistoriker                                                       | 53    |       |
| 12. März          | James Bannerman                              | Gouverneur der britischen Goldküste, des heutigen Ghana                            |       |       |
| 12. März          | Julius von Plänckner                         | deutscher Soldat und Kartograph                                                    | 67    |       |
| 13. März          | Felice Orsini                                | italienischer Rechtsanwalt; Attentäter auf Napoleon III.                           |       |       |
| 15. März          | Dietrich Wilhelm Heinrich Busch              | deutscher Chirurg und Geburtshelfer                                                | 69    |       |
| 15. März/16. März | Richard von Neimans                          | deutscher Jurist, Diplomat und Orientalist; Forschungsreisender in Ägypten         |       |       |
| 16. März          | Wilhelm von Brockhausen                      | preußischer General                                                                | 84    |       |
| 16. März          | Christian Gottfried Daniel Nees von Esenbeck | deutscher Botaniker und Naturphilosoph                                             | 82    |       |
| 16. März          | Ludwig Merz                                  | deutscher Geograph, Optiker und Publizist                                          | 40    |       |
| 16. März          | Ossip Julian Iwanowitsch Senkowski           | russischer Orientalist, Schriftsteller und Journalist                              | 57    |       |
| 17. März          | Christoph Gottlob Müller                     | Wegbereiter der Wesleyanischen Methodistengemeinschaft in Deutschland              | 72    |       |
| 18. März          | Franz Kugler                                 | deutscher Kunsthistoriker und Schriftsteller                                       | 50    |       |
| 18. März          | Friedrich Reinhold                           | deutscher Jurist, Mitglied der Mecklenburgischen Abgeordnetenversammlung (1848/49) | 64    |       |
| 19. März          | Carl Genzken                                 | deutscher evangelisch-lutherischer Geistlicher und Dompropst am Ratzeburger Dom    | 74    |       |
| 20. März          | Elisabetha Grossmann                         | Schifferin am Brienzersee                                                          | 62    |       |
| 20. März          | Philipp Karl München                         | deutscher Jurist und Gerichtspräsident in Luxemburg                                | 80    |       |
| 21. März          | Benedetta Cambiagio Frassinello              | italienische Ordensgründerin                                                       | 66    |       |
| 22. März          | Wassili Ossipowitsch Bebutow                 | armenischer Fürst und russischer General                                           |       |       |
| 22. März          | Karl Gorzkowski von Gorzkow                  | österreichischer Offizier                                                          |       |       |
| 22. März          | Eeltsje Hiddes Halbertsma                    | niederländisch-friesischer Schriftsteller                                          | 60    |       |
| 23. März          | Thomas B. Cuming                             | US-amerikanischer Politiker                                                        | 30    |       |
| 24. März          | Peter Georg d’Orville                        | Unternehmer; Politiker                                                             | 74    |       |
| 25. März          | Carl Theodor Anger                           | deutscher Mathematiker und Astronom                                                | 54    |       |
| 25. März          | Heinrich Bürger                              | deutscher Botaniker                                                                |       |       |
| 27. März          | Jean-Guillaume Audinet-Serville              | französischer Entomologe                                                           | 82    |       |
| 27. März          | John Hogan                                   | irischer Bildhauer                                                                 | 57    |       |
| 29. März          | Antoine Laurent Bayle                        | französischer Mediziner und Gehirn-Pathologe                                       | 59    |       |
| 30. März          | Joseph Bouck                                 | US-amerikanischer Politiker                                                        | 69    |       |
| 30. März          | Johannes Evangelista Goßner                  | Prediger des christlichen Evangeliums                                              | 84    |       |
| 30. März          | John Samuel Peters                           | US-amerikanischer Politiker, Gouverneur von Connecticut                            | 85    |       |

## April
| Tag       | Name                                          | Beruf, bekannt als | Alter | Beleg |
| --------- | --------------------------------------------- | --- | ----- | ----- |
| 1. April  | Johann Christian Moier                        | deutsch-baltischer Chirurg, Hochschullehrer sowie Rektor der Universität Dorpat                                                            | 72    |       |
| 2. April  | Ralph Darling                                 | britischer General und Gouverneur von New South Wales                                                                                      |       |       |
| 2. April  | Abraham Wildey Robarts                        | britischer Politiker und Bankier | 78    |       |
| 2. April  | Adolf Schults                                 | deutscher Dichter | 37    |       |
| 3. April  | Sigismund von Neukomm                         | österreichischer Komponist, Pianist und Diplomat                                                                                           | 79    |       |
| 4. April  | John Kearsley Mitchell                        | US-amerikanischer Arzt und Schriftsteller                                                                                                  | 59    |       |
| 5. April  | Joel Crawford                                 | US-amerikanischer Politiker | 74    |       |
| 6. April  | John Ewing                                    | US-amerikanischer Politiker | 68    |       |
| 7. April  | Josef Alois Jüstel                            | österreichischer Moraltheologe und Politiker                                                                                               | 93    |       |
| 8. April  | Anton Diabelli                                | österreichischer Komponist und Musikverleger                                                                                               | 76    |       |
| 8. April  | Robert Dixon                                  | australischer Vermesser und Entdecker |       |       |
| 8. April  | Ludwig Wilhelm Mauthner von Mauthstein        | österreichischer Mediziner | 51    |       |
| 9. April  | John Greig                                    | US-amerikanischer Jurist und Politiker | 78    |       |
| 9. April  | Joseph Karl Stieler                           | deutscher Maler | 76    |       |
| 10. April | Thomas Hart Benton                            | US-amerikanischer Politiker | 76    |       |
| 10. April | Anton Arnold von Linck                        | deutscher Gutsbesitzer, Ministerialbeamter und Staatsrechtler                                                                              | 58    |       |
| 10. April | William Marks                                 | US-amerikanischer Politiker | 79    |       |
| 10. April | Karl Heinrich Oeckinghaus                     | deutscher Porträtmaler | 44    |       |
| 10. April | Friedrich von Wulffen                         | deutscher Politiker und Jurist | 68    |       |
| 11. April | Joseph Lohmann                                | deutscher Richter und Parlamentarier | 58    |       |
| 11. April | Bernard Sarrette                              | französischer Dirigent und Musikpädagoge                                                                                                   | 92    |       |
| 11. April | Franz Xaver Stöber                            | österreichischer Kupferstecher, Stahlstecher und Radierer                                                                                  | 63    |       |
| 12. April | Siegfried Wilhelm Dehn                        | deutscher Musiktheoretiker und Kontrapunktlehrer                                                                                           | 59    |       |
| 12. April | Thomas R. Whitney                             | US-amerikanischer Politiker | 50    |       |
| 13. April | Karl van Beethoven                            | Neffe von Ludwig van Beethoven | 51    |       |
| 13. April | Carl Hasenpflug                               | deutscher Maler | 55    |       |
| 13. April | Ignacij Knoblehar                             | slowenischer Missionar in Afrika | 38    |       |
| 13. April | Johann Jakob Martin                           | Schweizer Politiker | 68    |       |
| 15. April | Friedrich von Dungern                         | Offizier, Oberstallmeister, Geheimer Regierungsrat und Abgeordneter                                                                        | 93    |       |
| 15. April | Natale Schiavoni                              | italienischer Maler | 80    |       |
| 16. April | Johann Baptist Cramer                         | englischer Pianist und Komponist deutscher Abstammung                                                                                      | 87    |       |
| 16. April | Willem Boudewijn Donker Curtius van Tienhoven | niederländischer Jurist und Staatsminister                                                                                                 | 79    |       |
| 16. April | Alois Jeitteles                               | österreichischer Mediziner, Journalist und Schriftsteller                                                                                  | 63    |       |
| 16. April | Johann Friedrich von Klemm                    | deutscher Politiker und Oberamtmann | 64    |       |
| 17. April | James Abercromby, 1. Baron Dunfermline        | britischer Politiker | 81    |       |
| 17. April | Johann Michael Voltz                          | deutscher Kupferstecher und Grafiker | 73    |       |
| 18. April | Nikolaus Fischer                              | römisch-katholischer Theologe, Fürstbischöflicher Delegat für Brandenburg und Pommern, Propst von St. Hedwig in Berlin, Domherr zu Breslau | 67    |       |
| 20. April | Franz Leopold von Funcke                      | Mitglied des Provinziallandtages der Provinz Sachsen                                                                                       | 67    |       |
| 21. April | Karl Rouillier                                | russischer Geologe und Paläontologe | 44    |       |
| 24. April | Karl Ludwig Gervien                           | preußischer Generalmajor | 58    |       |
| 24. April | William Gregory                               | schottischer Physiker und Chemiker | 54    |       |
| 25. April | Philipp Knoch                                 | deutscher Fabrikant und Politiker | 78    |       |
| 27. April | William Peel                                  | britischer Marineoffizier | 33    |       |
| 28. April | Émilie Bigottini                              | französische Tänzerin | 74    |       |
| 28. April | Ferdinand von Lütgendorff-Leinburg            | Maler und Grafiker | 73    |       |
| 28. April | August Moosbrugger                            | deutscher Architekt | 55    |       |
| 28. April | Johannes Müller                               | deutscher Physiologe und vergleichender Anatom                                                                                             | 56    |       |
| 28. April | Antonio Pereira-Pacheco y Ruiz                | spanischer Geistlicher und Schriftsteller                                                                                                  | 67    |       |
| 29. April | Georg Peter Groß                              | deutscher Maler | 76    |       |
| 29. April | Karl Joachim Jacob Hennige                    | deutscher Unternehmer und Kommerzienrat | 56    |       |
| 29. April | Léon Pittet                                   | Schweizer Politiker und Staatsrat des Kantons Freiburg                                                                                     | 52    |       |
| 30. April | Justus Christoph Leist                        | deutscher Staatsrechtler und Politiker | 88    |       |
| 30. April | Johann Leonhard Schrag                        | deutscher Buchhändler und Verleger | 75    |       |

## Mai
| Tag     | Name                           | Beruf, bekannt als | Alter | Beleg |
| ------- | ------------------------------ | --- | ----- | ----- |
| 1. Mai  | Joseph Dane                    | US-amerikanischer Politiker                                                                                                  | 79    |       |
| 1. Mai  | Johann Konrad Friederich       | deutscher Schriftsteller, Offizier und Abenteurer                                                                            | 68    |       |
| 2. Mai  | Albrecht von Alvensleben       | preußischer Finanzminister                                                                                                   | 64    |       |
| 3. Mai  | Auguste Brizeux                | französischer Schriftsteller                                                                                                 | 54    |       |
| 3. Mai  | Samuel Dickson                 | US-amerikanischer Jurist und Politiker                                                                                       | 51    |       |
| 3. Mai  | Ernst Stiedenroth              | deutscher Philosoph | 63    |       |
| 4. Mai  | Charles F. Mercer              | US-amerikanischer Politiker                                                                                                  | 79    |       |
| 6. Mai  | Josiah J. Evans                | US-amerikanischer Politiker                                                                                                  | 71    |       |
| 6. Mai  | Archibald McIntyre             | US-amerikanischer Händler und Politiker                                                                                      | 85    |       |
| 8. Mai  | Carl Georg Schwing             | deutscher Jurist und Bürgermeister von Stralsund                                                                             | 79    |       |
| 9. Mai  | Franz Höllriegel               | Steinmetzmeister mit Südtiroler Vorfahren und der Gründer des Ortes Höllriegelskreuth                                        | 63    |       |
| 9. Mai  | Adolf Spieß                    | deutscher Pädagoge | 48    |       |
| 10. Mai | Doris Lütkens                  | deutsche Malerin, Schulvorsteherin und Kindergartenpädagogin                                                                 | 64    |       |
| 10. Mai | Christian Wilhelm Spieker      | deutscher Schriftsteller | 78    |       |
| 11. Mai | Aimé Bonpland                  | französischer Naturforscher                                                                                                  | 84    |       |
| 11. Mai | Alexander Adolf von Hirschfeld | preußischer General | 70    |       |
| 12. Mai | Gabriel Fabre                  | französischer Generalleutnant der Infanterie                                                                                 | 84    |       |
| 12. Mai | Matthias Fernau                | deutscher Orgelbauer | 36    |       |
| 12. Mai | Georg Benedikt Winer           | deutscher protestantischer Theologe                                                                                          | 69    |       |
| 13. Mai | Johann Heinrich Blohm          | Ehrenbürger der Stadt Harburg, heute Ortsteil von Hamburg                                                                    | 59    |       |
| 13. Mai | Lisette Kornacher              | Heilbronner Bürgermeistertochter, wurde teilweise als Vorbild für Kleists Käthchen von Heilbronn angesehen                   | 84    |       |
| 13. Mai | Christian Peter Laurop         | deutscher Forstwissenschaftler                                                                                               | 86    |       |
| 14. Mai | Anton Petter                   | österreichischer Maler | 77    |       |
| 15. Mai | Robert Hare                    | US-amerikanischer Chemiker, Erfinder des Schneidbrenners                                                                     | 77    |       |
| 16. Mai | Franz Xaver Schweickhardt      | österreichischer Historiker und Topograph                                                                                    | 63    |       |
| 17. Mai | Persifor Frazer Smith          | US-amerikanischer Offizier, Militärgouverneur von Kalifornien                                                                | 59    |       |
| 18. Mai | Helene zu Mecklenburg          | deutsche Prinzessin und durch Heirat Herzogin von Orléans und Chartres                                                       | 44    |       |
| 18. Mai | Abel Huntington                | US-amerikanischer Arzt und Politiker                                                                                         | 81    |       |
| 18. Mai | Maximilian Jacobi              | preußischer Regierungs- und Obermedizinalrat                                                                                 | 83    |       |
| 19. Mai | Johann Friedrich Naue          | deutscher Komponist, Organist, Chorleiter und Herausgeber von Kirchengesängen sowie zahlreichen musiktheoretischen Schriften | 70    |       |
| 20. Mai | Philipp Maximilian Opiz        | österreichischer Forstamtsconcipist und Taxonom                                                                              | 70    |       |
| 21. Mai | Charles-Louis Havas            | französischer Publizist und Gründer des „Bureau Havas“, der heutigen Agence France-Presse (AFP)                              | 74    |       |
| 22. Mai | John Fairfield Scamman         | US-amerikanischer Politiker                                                                                                  | 71    |       |
| 24. Mai | Ernst von Rechenberg           | kurländischer Landespolitiker                                                                                                | 70    |       |
| 24. Mai | Carl Christian von Seeger      | württembergischer Wasserbauingenieur                                                                                         | 84    |       |
| 24. Mai | Samuel Heinrich Spiker         | deutscher Journalist, Reiseschriftsteller und Bibliothekar                                                                   | 71    |       |
| 25. Mai | Sebastian Güthlein             | deutscher Maler | 82    |       |
| 27. Mai | Friedrich Schlemm              | deutscher Arzt und Anatom | 62    |       |
| 27. Mai | Josef von Wurzian              | österreichischer Militärarzt                                                                                                 | 52    |       |
| 28. Mai | Franz Mayor de Montricher      | französischer Ingenieur Schweizer Herkunft                                                                                   | 48    |       |
| 29. Mai | Moritz Rugendas                | deutscher Maler | 56    |       |
| 30. Mai | William Addams                 | US-amerikanischer Politiker                                                                                                  | 81    |       |
| 30. Mai | Thomas ap Catesby Jones        | US-amerikanischer Marineoffizier                                                                                             | 68    |       |
| 30. Mai | Jeremiah O’Brien               | US-amerikanischer Politiker                                                                                                  | 80    |       |
| 30. Mai | Ludwig Roth von Schreckenstein | preußischer Offizier, zuletzt General der Kavallerie sowie Kriegsminister                                                    | 68    |       |

## Juni
| Tag      | Name                                    | Beruf, bekannt als                                                                | Alter | Beleg |
| -------- | --------------------------------------- | --------------------------------------------------------------------------------- | ----- | ----- |
| 1. Juni  | Otto Ernst von Dewitz                   | deutscher Gutsbesitzer und Mitglied der Mecklenburgischen Abgeordnetenversammlung | 69    |       |
| 1. Juni  | John Woodworth                          | US-amerikanischer Jurist und Politiker                                            | 89    |       |
| 2. Juni  | Johann Christoph Bernsmeyer             | deutscher Franziskanerpater und Ordensgründer                                     | 81    |       |
| 2. Juni  | Berthold Diedrich Römer                 | deutscher Offizier                                                                | 61    |       |
| 3. Juni  | Julius Reubke                           | deutscher Pianist, Organist und Komponist                                         | 24    |       |
| 3. Juni  | Johannes van Santen                     | alt-katholischer Erzbischof von Utrecht                                           | 85    |       |
| 4. Juni  | James Pinckney Henderson                | US-amerikanischer Jurist und Politiker                                            | 50    |       |
| 4. Juni  | Friedrich Kortüm                        | deutscher Historiker                                                              | 70    |       |
| 5. Juni  | Wilhelm Maria Rizzi                     | Schweizer Porträt- und Kirchenmaler                                               | 56    |       |
| 6. Juni  | Ferdinand Oesterley                     | Rechtswissenschaftler, Hochschullehrer und Politiker                              | 56    |       |
| 9. Juni  | Ernst von Schönfeldt                    | preußischer Landrat                                                               | 53    |       |
| 9. Juni  | Plazid Weissenbach senior               | Schweizer Politiker und Richter                                                   | 43    |       |
| 10. Juni | Robert Brown                            | schottischer Botaniker                                                            | 84    |       |
| 10. Juni | Karl Mager                              | deutscher Schulpädagoge und Schulpolitiker                                        | 48    |       |
| 12. Juni | Julius Pellegrini                       | italienischer Opernsänger (Bass)                                                  | 52    |       |
| 12. Juni | Karel František Pič                     | böhmischer Organist und Komponist                                                 | 72    |       |
| 15. Juni | Ary Scheffer                            | französischer Maler                                                               | 63    |       |
| 16. Juni | Frederik Rudbek Henrik von Bülow        | dänischer General                                                                 |       |       |
| 16. Juni | John Snow                               | englischer Arzt                                                                   | 45    |       |
| 17. Juni | Lakshmibai                              | Rani von Jhansi im Norden Indiens und Führerin des Sepoy-Aufstandes               |       |       |
| 18. Juni | Carl Ritschl                            | deutscher evangelischer Theologe, Bischof und Generalsuperintendent von Pommern   | 74    |       |
| 19. Juni | Emil Huschke                            | deutscher Anatom, Zoologe und Embryologe                                          | 60    |       |
| 20. Juni | Theodor Panofka                         | deutscher Klassischer Archäologe, Historiker und Philologe                        | 58    |       |
| 21. Juni | Adolf Ivar Arwidsson                    | finnischer Politiker, Schriftsteller und Historiker                               | 66    |       |
| 21. Juni | Dawson Turner                           | britischer Botaniker und Bankier                                                  | 82    |       |
| 22. Juni | Hérard Dumesle                          | haitianischer Politiker und Schriftsteller                                        | 74    |       |
| 23. Juni | Nicolas-Marie-Joseph Chapuy             | französischer Maler                                                               |       |       |
| 23. Juni | Johann Philipp Keßler                   | deutscher Kaufmann und Abgeordneter                                               | 80    |       |
| 24. Juni | Ludwig Thienemann                       | deutscher Mediziner, Ornithologe und Oologe                                       | 64    |       |
| 25. Juni | Friedrich August Gotthold               | deutscher Pädagoge und Gymnasialrektor                                            | 80    |       |
| 25. Juni | Ludwig Riedesel zu Eisenbach            | Landtagsabgeordneter, 34. Hessischer Erbmarschall                                 | 52    |       |
| 25. Juni | Karl Philipp Borromäus zu Schwarzenberg | altösterreichischer General                                                       | 56    |       |
| 26. Juni | Johannes Roth                           | deutscher Zoologe und Forschungsreisender                                         | 42    |       |
| 27. Juni | Carl Gottfried Haentze                  | deutscher Textilunternehmer                                                       | 76    |       |
| 27. Juni | Johann Carl Gottfried Paepke            | deutscher Kommunalpolitiker und Bürgermeister von Greifswald                      | 61    |       |
| 28. Juni | Jane Marcet                             | Erfinderin der populärwissenschaftlichen Sachbücher                               | 89    |       |

## Juli
| Tag      | Name                              | Beruf, bekannt als                                                             | Alter | Beleg |
| -------- | --------------------------------- | ------------------------------------------------------------------------------ | ----- | ----- |
| 5. Juli  | Valentín Gómez Farías             | mexikanischer Politiker und mehrmaliger interimistischer Präsident             | 77    |       |
| 7. Juli  | Michael Funk                      | Landtagsabgeordneter Großherzogtum Hessen                                      | 78    |       |
| 7. Juli  | Josef Kossek                      | tschechischer Uhrmacher, Mechaniker und Miniaturmaler                          | 78    |       |
| 7. Juli  | Eduard Kretzschmar                | deutscher Holzschneider                                                        | 52    |       |
| 8. Juli  | Ferdinand von Stelzhammer         | österreichischer Jurist                                                        | 61    |       |
| 8. Juli  | Joseph Wismayr                    | deutscher Theologe und Pädagoge                                                | 90    |       |
| 9. Juli  | Ernst von Klüx                    | preußischer Generalleutnant                                                    | 81    |       |
| 10. Juli | Johann Matthias Deutsch           | Pfarrer und landwirtschaftlicher Reformer                                      | 61    |       |
| 10. Juli | Auguste de Montferrand            | französischer neoklassizistischer Architekt                                    | 72    |       |
| 11. Juli | Louis Geoffroy                    | französischer Schriftsteller                                                   | 54    |       |
| 11. Juli | Hermann von Rotenhan              | bayerischer Landtagspräsident                                                  | 58    |       |
| 13. Juli | Wilhelm Berger                    | deutscher Architekt, preußischer Baubeamter                                    | 68    |       |
| 13. Juli | Jane C. Loudon                    | englische Schriftstellerin, Hortikulturistin und Pflanzenmalerin               | 50    |       |
| 15. Juli | Alexander Andrejewitsch Iwanow    | russischer Landschaftsmaler                                                    | 51    |       |
| 15. Juli | Wilhelm von Müffling genannt Weiß | preußischer General der Infanterie, Gouverneur von Koblenz und Ehrenbreitstein | 79    |       |
| 17. Juli | John A. Quitman                   | US-amerikanischer Politiker                                                    | 58    |       |
| 17. Juli | Johann Georg Wilhelm Wilhelmy     | deutscher Orgelbauer                                                           |       |       |
| 18. Juli | Ernst Friedrich Glocker           | deutscher Mineraloge, Geologe und Paläontologe                                 | 65    |       |
| 18. Juli | Francisco Antonio Pinto           | chilenischer Politiker, Präsident von Chile                                    | 72    |       |
| 22. Juli | Mary Aikenhead                    | irische Nonne und Ordensgründerin                                              | 71    |       |
| 23. Juli | Adalbert Lidmansky                | Bischof von Gurk (1827–1840)                                                   | 63    |       |
| 24. Juli | Michael von Jung                  | deutscher Geistlicher und Dichter von Grabliedern                              | 76    |       |
| 24. Juli | Heinrich Joseph Wagner            | deutscher Jurist und Abgeordneter                                              | 63    |       |
| 29. Juli | Alpheus P. Hodges                 | US-amerikanischer Politiker                                                    |       |       |
| 30. Juli | Isaac Donnom Witherspoon          | US-amerikanischer Politiker                                                    | 54    |       |
| 31. Juli | Edward Pease                      | britischer Geschäftsmann                                                       | 91    |       |

## August
| Tag        | Name                                     | Beruf, bekannt als                                                                                          | Alter | Beleg |
| ---------- | ---------------------------------------- | --- | ----- | ----- |
| 1. August  | Emma von Anhalt-Bernburg-Schaumburg-Hoym | Prinzessin von Anhalt-Bernburg-Schaumburg-Hoym und Regentin des Fürstentums Waldeck und Pyrmont (1845–1852) | 56    |       |
| 1. August  | Johann von Wessenberg                    | österreichischer Staatsmann und Diplomat                                                                    | 84    |       |
| 3. August  | Heinrich Giesker                         | deutscher und später schweizerischer Chirurg, Geburtshelfer und Hochschullehrer                             | 50    |       |
| 5. August  | Alexis Soyer                             | Koch französischer Abstammung                                                                               | 48    |       |
| 5. August  | Johann Anton Weinmann                    | deutsch-russischer Gärtner und Botaniker                                                                    | 75    |       |
| 6. August  | Herrmann von Schwerin                    | preußischer Generalmajor                                                                                    | 82    |       |
| 7. August  | Charles Galibert                         | französischer Komponist                                                                                     | 31    |       |
| 7. August  | Ernst Meyer                              | deutscher Botaniker                                                                                         | 67    |       |
| 8. August  | Emil Friedrich Götz                      | deutscher Mediziner und Hochschullehrer                                                                     | 52    |       |
| 8. August  | Johann Martin von Wagner                 | deutscher Maler, Bildhauer und Kunstsammler                                                                 | 81    |       |
| 9. August  | Christopher Tompkins                     | US-amerikanischer Politiker                                                                                 | 78    |       |
| 10. August | William Walsh                            | irischer Geistlicher und römisch-katholischer Erzbischof von Halifax                                        | 53    |       |
| 12. August | Katharina Cibbini                        | österreichische Pianistin und Komponistin                                                                   |       |       |
| 12. August | Franz Kießling                           | deutscher Maler und Kopist                                                                                  | 47    |       |
| 13. August | William G. Angel                         | US-amerikanischer Politiker                                                                                 | 68    |       |
| 13. August | Andreas Schleiermacher                   | deutscher Orientalist und Bibliothekar                                                                      | 71    |       |
| 14. August | George Combe                             | englischer Autor und Arzt                                                                                   | 69    |       |
| 14. August | Tokugawa Iesada                          | Shōgun (1853–1858)                                                                                          | 34    |       |
| 15. August | Franz von Borries                        | deutscher Regierungsbeamter und Abgeordneter                                                                | 73    |       |
| 17. August | William Graham                           | US-amerikanischer Politiker                                                                                 | 76    |       |
| 17. August | Henry Willock                            | britischer Diplomat                                                                                         |       |       |
| 18. August | Barbu Lăutaru                            | rumänischer Sänger und Cobza-Spieler                                                                        | 77    |       |
| 19. August | Robert Hagen                             | deutscher Chemiker, Mineraloge und Gymnasiallehrer                                                          | 42    |       |
| 22. August | Christoph Merian                         | Schweizer Grossgrundbesitzer und Stiftungsgründer                                                           | 58    |       |
| 23. August | Franz Jakob Göbel                        | deutscher Mathematiker                                                                                      | 67    |       |
| 23. August | Antal Reguly                             | ungarischer Ethnograph                                                                                      | 39    |       |
| 23. August | Calvin Willey                            | US-amerikanischer Politiker                                                                                 | 81    |       |
| 24. August | Francis Edward Bache                     | englischer Komponist und Organist                                                                           | 24    |       |
| 24. August | Shimazu Nariakira                        | Daimyō von Satsuma                                                                                          | 49    |       |
| 26. August | Wilhelm Crusius                          | deutscher Landwirt und Agrarwissenschaftler                                                                 | 68    |       |
| 26. August | Ralph Metcalf                            | US-amerikanischer Politiker                                                                                 | 61    |       |
| 28. August | William F. Gordon                        | US-amerikanischer Politiker                                                                                 | 71    |       |
| 28. August | Rudolf von Kannewurff                    | deutscher Rittergutsbesitzer, Verwaltungsbeamter und Parlamentarier                                         | 53    |       |
| 31. August | Richard Ford                             | englischer Reisender und Schriftsteller                                                                     | 62    |       |

## September
| Tag           | Name                                     | Beruf, bekannt als                                                          | Alter | Beleg |
| ------------- | ---------------------------------------- | --------------------------------------------------------------------------- | ----- | ----- |
| 2. September  | John Parish von Senftenberg              | deutscher Kaufmann und Astronom                                             | 84    |       |
| 3. September  | Chilton Allan                            | US-amerikanischer Politiker                                                 | 72    |       |
| 3. September  | George T. Wood                           | US-amerikanischer Soldat, Politiker und 2. Gouverneur von Texas             | 63    |       |
| 5. September  | Friedrich Köppen                         | deutscher Philosoph und Hochschullehrer                                     |       |       |
| 5. September  | Moritz Gottlieb Saphir                   | österreichischer Schriftsteller                                             | 63    |       |
| 7. September  | Bernhard von Patow                       | deutscher Verwaltungsbeamter                                                | 59    |       |
| 8. September  | Jacopo Foroni                            | italienischer Dirigent und Komponist                                        | 33    |       |
| 10. September | Friedrich Theodor Wiese                  | deutscher Richter und Politiker                                             | 70    |       |
| 11. September | Alexander Lwowitsch Guriljow             | russischer Komponist                                                        | 55    |       |
| 11. September | Peter Ulrich                             | Montanindustrieller, Gutsbesitzer                                           | 88    |       |
| 12. September | Heinrich Puchta                          | evangelischer Pfarrer und Liederdichter                                     | 50    |       |
| 13. September | Karl Kirchgessner                        | bayerischer Landtagspräsident                                               | 51    |       |
| 14. September | Friedrich von Frankenberg und Proschlitz | preußischer Generalleutnant                                                 | 67    |       |
| 15. September | Augustus Drum                            | US-amerikanischer Politiker                                                 | 42    |       |
| 15. September | Margarete von Sachsen                    | Erzherzogin von Österreich                                                  | 18    |       |
| 15. September | Otto Alexander von Marschalck            | deutscher Verwaltungsjurist                                                 | 59    |       |
| 15. September | Johann Theodor Mosewius                  | deutscher Opernsänger, Chorleiter und Musikdirektor der Universität Breslau | 69    |       |
| 15. September | Karl Trummer                             | deutscher Rechtsanwalt und Schriftsteller                                   | 66    |       |
| 17. September | Dred Scott                               | US-amerikanischer Sklave                                                    |       |       |
| 17. September | Theodor Franz Christian von Seckendorff  | preußischer Diplomat                                                        | 56    |       |
| 19. September | Aaron Hobart                             | US-amerikanischer Politiker                                                 | 71    |       |
| 20. September | Friedrich Hahn                           | kurhessischer Anwalt                                                        | 73    |       |
| 21. September | Arthur P. Bagby                          | US-amerikanischer Politiker                                                 |       |       |
| 21. September | Moritz Steinla                           | deutscher Kupferstecher                                                     | 67    |       |
| 21. September | Joseph Alexander Wonsidler               | österreichischer Maler und Lithograph                                       | 66    |       |
| 21. September | Karl August Christoph Friedrich Zoller   | deutscher Pädagoge                                                          | 85    |       |
| 22. September | Joseph von Brewer                        | preußischer Verwaltungsbeamter, Landrat                                     | 37    |       |
| 25. September | Antoine Brun-Rollet                      | französischer Afrikaforscher                                                |       |       |
| 25. September | Amalie Schoppe                           | deutsche Schriftstellerin                                                   | 66    |       |
| 26. September | Ludwig Heydenreich                       | deutscher evangelischer Theologe und Kirchenlieddichter                     | 85    |       |
| 27. September | Karl Eduard Pönitz                       | sächsischer Offizier und Militärschriftsteller                              | 63    |       |
| 29. September | Dominik Bimann                           | böhmischer Glasschneider und Graveur                                        | 58    |       |
| 29. September | Gottlob Eberhard von Hafner              | deutscher Theologe                                                          | 73    |       |
| 30. September | Carl von Hohnhorst                       | deutscher Verwaltungsjurist                                                 | 49    |       |
| September     | Henry Wellington Greatorex               | englisch-amerikanischer Organist und Komponist                              | ≈42   |       |

## Oktober
| Tag         | Name                                   | Beruf, bekannt als                                                                                            | Alter | Beleg |
| ----------- | -------------------------------------- | --- | ----- | ----- |
| 1. Oktober  | Alois Negrelli von Moldelbe            | österreichischer Ingenieur des Verkehrsbaus (Sueskanal)                                                       | 59    |       |
| 2. Oktober  | Wilhelm Gerhard                        | deutscher Dramaturg und Lyriker                                                                               | 77    |       |
| 5. Oktober  | Francisco Solano Antuña                | uruguayischer Politiker                                                                                       |       |       |
| 7. Oktober  | Ludwig Friedrich Wilhelm von Gemmingen | großherzoglich badischer Kammerherr, langjähriger Vizepräsident der 1. Kammer der badischen Ständeversammlung | 64    |       |
| 8. Oktober  | Luigi Catenazzi                        | Schweizer Pädagoge und Politiker                                                                              | 74    |       |
| 8. Oktober  | Yanagawa Seigan                        | japanischer Dichter                                                                                           | 69    |       |
| 9. Oktober  | Helfrich Bernhard Hundeshagen          | deutscher Germanist                                                                                           | 74    |       |
| 9. Oktober  | Charles Wellesley                      | britischer General und Politiker                                                                              | 50    |       |
| 10. Oktober | Karl August Varnhagen von Ense         | deutscher Diplomat und Schriftsteller                                                                         | 73    |       |
| 11. Oktober | Otto von Trotta genannt Treyden        | preußischer Generalmajor                                                                                      | 64    |       |
| 12. Oktober | Utagawa Hiroshige                      | japanischer Künstler                                                                                          |       |       |
| 14. Oktober | Adolph von Voß                         | deutscher Landrat, Verwaltungsjurist und Politiker                                                            | 70    |       |
| 15. Oktober | Parker Cleaveland                      | US-amerikanischer Mineraloge                                                                                  | 78    |       |
| 15. Oktober | Carl Gustav Mosander                   | schwedischer Chemiker und Chirurg                                                                             | 61    |       |
| 18. Oktober | Wilhelm Lang                           | deutscher Orgelbauer                                                                                          | 64    |       |
| 19. Oktober | Frédéric Fonjallaz                     | Schweizer Politiker und Richter                                                                               | 56    |       |
| 21. Oktober | Pasquale Poccianti                     | italienischer Architekt des Klassizismus                                                                      | 84    |       |
| 23. Oktober | Victor-Joseph Delcambre                | französischer Brigadegeneral der Infanterie                                                                   | 88    |       |
| 24. Oktober | Johann Bonaventura Cartier             | Schweizer Politiker                                                                                           | 58    |       |
| 25. Oktober | Adolf von Wangenheim                   | deutscher Richter und Fiskaljurist                                                                            | 61    |       |
| 27. Oktober | Ida Pfeiffer                           | österreichische Entdeckerin und Schriftstellerin                                                              | 61    |       |
| 27. Oktober | Johann Heinrich Leberecht Pistorius    | deutscher Kaufmann und Landwirt                                                                               | 81    |       |
| 28. Oktober | Eduard Fein                            | deutscher Jurist                                                                                              | 45    |       |
| 28. Oktober | Alvah Hunt                             | US-amerikanischer Händler und Politiker                                                                       |       |       |
| 28. Oktober | Rudolf von Lützow                      | österreichischer Staatsmann                                                                                   | 78    |       |
| 28. Oktober | Karl von Wedel                         | preußischer Generalleutnant                                                                                   | 75    |       |
| 28. Oktober | Ferdinand von Zschinsky                | sächsischer Politiker, Vorsitzender des Gesamtministeriums (Ministerpräsident)                                | 61    |       |
| 29. Oktober | John M. Patton                         | US-amerikanischer Politiker                                                                                   | 61    |       |
| 29. Oktober | Sophie Trietsch                        | deutsche Opernsängerin (Sopran/Koloratursopran)                                                               | ≈27   |       |
| 31. Oktober | Carl Thomas Mozart                     | Sohn von Wolfgang Amadeus und Constanze Mozart                                                                | 74    |       |
| Oktober     | August Peter von Schöning              | preußischer Landrat                                                                                           | 78    |       |

## November
| Tag          | Name                                  | Beruf, bekannt als                                                                      | Alter | Beleg |
| ------------ | ------------------------------------- | --------------------------------------------------------------------------------------- | ----- | ----- |
| 1. November  | Gerold Meyer von Knonau               | Schweizer Historiker und Archivar                                                       | 54    |       |
| 3. November  | Gustav Bournye                        | deutscher Verwaltungsbeamter                                                            | 35    |       |
| 3. November  | Otto von Dycke                        | Gutsbesitzer, preußischer Beamter und Politiker                                         | 67    |       |
| 3. November  | August von Kirchfeldt                 | preußischer Generalmajor                                                                | 56    |       |
| 3. November  | Harriet Taylor Mill                   | englische Frauenrechtlerin und Autorin                                                  | 51    |       |
| 5. November  | Franz Feigel                          | Landtagsabgeordneter Großherzogtum Hessen                                               | 42    |       |
| 8. November  | Benjamin Franklin Butler              | US-amerikanischer Jurist und Justizminister                                             | 62    |       |
| 8. November  | George Peacock                        | britischer Mathematiker                                                                 | 67    |       |
| 9. November  | Karl Holz                             | österreichischer Violinist der Frühromantik                                             | 59    |       |
| 11. November | Gottlob Johann Gutekunst              | württembergischer Maler und Fotograf                                                    | 57    |       |
| 11. November | Hugh Lee Pattinson                    | britischer Chemiker                                                                     | 61    |       |
| 12. November | Alois II.                             | Fürst von Liechtenstein                                                                 | 62    |       |
| 12. November | Hermann von der Hude                  | Senator der Hansestadt Lübeck                                                           | 47    |       |
| 14. November | Ferrante Aporti                       | italienischer Pädagoge und Theologe                                                     | 66    |       |
| 14. November | Karl Adolf Maximilian von der Planitz | sächsischer Generalmajor                                                                | 65    |       |
| 15. November | Johanna Kinkel                        | deutsche Komponistin und Schriftstellerin                                               | 48    |       |
| 16. November | Robert Hanna                          | US-amerikanischer Politiker                                                             | 72    |       |
| 17. November | Robert Owen                           | britischer Unternehmer, Frühsozialist, gilt als der Begründer des Genossenschaftswesens | 87    |       |
| 17. November | Eugène Soubeiran                      | französischer Chemiker                                                                  | 61    |       |
| 18. November | Ludwig von Gemmingen                  | großherzoglich badischer Kammerherr und Oberhofmeister                                  | 65    |       |
| 20. November | Martin Wilhelm von Mandt              | deutscher Mediziner                                                                     | 59    |       |
| 20. November | William Schley                        | US-amerikanischer Politiker                                                             | 71    |       |
| 21. November | Eduard von Höpfner                    | preußischer Generalmajor, Militärschriftsteller und Direktor der Kriegsakademie         | 61    |       |
| 22. November | Patrick Kennedy                       | Kennedy-Vorfahre                                                                        |       |       |
| 22. November | Jonathan Knight                       | US-amerikanischer Politiker                                                             | 71    |       |
| 23. November | Edmund Lyons, 1. Baron Lyons          | britischer Admiral und Diplomat                                                         | 68    |       |
| 23. November | Timothy Pilsbury                      | US-amerikanischer Politiker                                                             | 69    |       |
| 23. November | Friedrich Wilhelm Rautert             | deutscher Jurist und Schriftsteller                                                     | 75    |       |
| 24. November | Henri Georges Boulay de la Meurthe    | französischer Staatsmann                                                                | 61    |       |
| 24. November | Thomas L. Harris                      | US-amerikanischer Politiker                                                             | 42    |       |
| 24. November | Ernst Koch                            | deutscher Autor und Jurist                                                              | 50    |       |
| 25. November | Victor Franz von Andrian-Werburg      | österreichischer Politiker                                                              | 45    |       |
| 25. November | Karl Friedrich Göser                  | deutscher Maler                                                                         | 55    |       |
| 26. November | Henry Bedinger                        | US-amerikanischer Politiker                                                             | 46    |       |
| 26. November | Friedrich Fueter                      | Schweizer Politiker                                                                     | 56    |       |
| 26. November | Wilhelm Reinhard                      | deutscher Jurist und Politiker                                                          | 82    |       |
| 26. November | John Smith                            | US-amerikanischer Politiker                                                             | 69    |       |
| 27. November | William Loftus                        | britischer Geologe und Archäologe                                                       | 38    |       |
| 27. November | Johann Georg Neher                    | Schweizer Industrieller                                                                 | 70    |       |
| 28. November | Joseph Chmel                          | österreichischer Augustiner-Chorherr und Historiker                                     | 60    |       |
| 28. November | Albert von Haller                     | Weihbischof in Chur                                                                     | 50    |       |
| 28. November | Johann Heinrich Kopp                  | deutscher Arzt und Naturforscher                                                        | 81    |       |
| 28. November | Adolph Raht                           | nassauischer Richter und Politiker                                                      | 69    |       |
| 29. November | Konstantin Fotinow                    | bulgarischer Enzyklopädist, Aufklärer                                                   |       |       |
| 30. November | Friedrich Gotthilf Osann              | deutscher Altphilologe                                                                  | 64    |       |

## Dezember
| Tag          | Name                             | Beruf, bekannt als                                                  | Alter | Beleg |
| ------------ | -------------------------------- | ------------------------------------------------------------------- | ----- | ----- |
| Dezember     | August Wilhelm Papen             | deutscher Militäringenieur, Geodät und Kartograf                    | 59    |       |
| 1. Dezember  | Amédée Bonnet                    | französischer Chirurg                                               | 49    |       |
| 1. Dezember  | Rebecka Dirichlet                | Sängerin, romantischer Kreis um den Berliner Salon                  | 47    |       |
| 2. Dezember  | Francisco do Monte Alverne       | brasilianischer Franziskaner und Hofprediger                        | 74    |       |
| 3. Dezember  | Louis Didier Jousselin           | französischer Bauingenieur                                          | 82    |       |
| 3. Dezember  | Johann Jakob Meyer               | Schweizer Maler                                                     | 71    |       |
| 4. Dezember  | Heinrich Giebermann              | Bürgermeister und Abgeordneter                                      | 60    |       |
| 5. Dezember  | Johann Leonhard Appold           | deutscher Kupfer- und Stahlstecher                                  | 49    |       |
| 5. Dezember  | Jean-Baptiste Mougeot            | französischer Arzt und Botaniker                                    | 82    |       |
| 5. Dezember  | Gustav von Nostitz-Wallwitz      | sächsischer General der Infanterie, Kriegsminister                  | 69    |       |
| 6. Dezember  | Charlotte Feige                  | deutsche Theaterschauspielerin                                      |       |       |
| 9. Dezember  | Robert Baldwin                   | kanadischer Anwalt und Politiker                                    | 54    |       |
| 9. Dezember  | Georg Brunsig von Brun           | preußischer General der Infanterie                                  | 69    |       |
| 10. Dezember | Joseph Paul Gaimard              | französischer Naturforscher und Zoologe                             | 62    |       |
| 12. Dezember | Karl von Brauchitsch             | preußischer General der Kavallerie                                  | 78    |       |
| 12. Dezember | Hieronymus Moosbrugger           | österreichischer Bildhauer                                          | 51    |       |
| 12. Dezember | Jacques Viger                    | kanadischer Politiker, Journalist, Autor, Offizier, Archäologe      | 71    |       |
| 14. Dezember | Michael Woolston Ash             | US-amerikanischer Politiker                                         | 69    |       |
| 14. Dezember | Nimatullah al-Hardini            | Mönch und Heiliger der katholischen Kirche                          |       |       |
| 15. Dezember | Jewdokija Petrowna Rostoptschina | russische Übersetzerin, Dramaturgin, Schriftstellerin und Lyrikerin | 46    |       |
| 15. Dezember | Klemens von Waldkirch            | bayerischer Diplomat und Staatsmann                                 | 52    |       |
| 16. Dezember | Arthur Arneth                    | deutscher Mathematikhistoriker                                      | 56    |       |
| 16. Dezember | Richard Bright                   | englischer Nephrologe                                               | 69    |       |
| 16. Dezember | Friedrich Unger                  | deutscher Maler und Zeichner                                        | 47    |       |
| 17. Dezember | Jakob Burckhardt der Ältere      | Schweizer reformierter Pfarrer                                      | 73    |       |
| 17. Dezember | Charles François Antoine Morren  | belgischer Botaniker                                                | 51    |       |
| 18. Dezember | Thomas Holley Chivers            | US-amerikanischer Dichter                                           | 49    |       |
| 18. Dezember | Christian Dingler                | Gründer der Dinglerwerke in Zweibrücken                             | 56    |       |
| 18. Dezember | Eduard Naumann                   | deutscher Deichhauptmann                                            | 58    |       |
| 18. Dezember | Robert M. Riddle                 | US-amerikanischer Politiker                                         | 46    |       |
| 19. Dezember | Emma Wanda von Arbter            | österreichische Schriftstellerin                                    | 39    |       |
| 20. Dezember | Jean Jacques Pelet               | französischer Generalleutnant und Militärschriftsteller             | 81    |       |
| 20. Dezember | Wilhelm Rautenstrauch            | deutscher Unternehmer                                               | 67    |       |
| 22. Dezember | Micajah Thomas Hawkins           | US-amerikanischer Politiker                                         | 68    |       |
| 25. Dezember | James Gadsden                    | US-amerikanischer Diplomat und Offizier                             | 70    |       |
| 26. Dezember | Therese von Zandt                | deutsche Pianistin, Sängerin und Musikjournalistin                  | 87    |       |
| 27. Dezember | Alexandre-Pierre-François Boëly  | französischer Komponist, Organist und Pianist                       | 73    |       |
| 27. Dezember | Henry Leavitt Ellsworth          | Anwalt, erster Leiter des amerikanischen Patentamtes                | 67    |       |
| 27. Dezember | Georg Heinrich Moser             | Klassischer Philologe und Gymnasialrektor                           | 78    |       |
| 28. Dezember | Alexandre Louis Simon Lejeune    | belgischer Arzt und Botaniker                                       | 79    |       |
| 29. Dezember | Nicolas Charles Seringe          | französischer Botaniker                                             | 82    |       |
| 30. Dezember | Franz von Beust                  | badischer Kammerherr und Generalmajor                               | 82    |       |
| 30. Dezember | Carl Ludwig Philipp Zeyher       | deutscher Botaniker                                                 | 59    |       |
| 31. Dezember | Harry Cage                       | US-amerikanischer Jurist und Politiker                              | 63    |       |
| 31. Dezember | Franz Ludwig Fick                | deutscher Anatom                                                    | 45    |       |

## Datum unbekannt
| Tag | Name                              | Beruf, bekannt als                                                                          | Alter | Beleg |
| --- | --------------------------------- | ------------------------------------------------------------------------------------------- | ----- | ----- |
|     | Christian Ahrbeck                 | deutscher Maler und Miniaturist                                                             |       |       |
|     | Thomas Backus                     | US-amerikanischer Politiker                                                                 |       |       |
|     | Salomon Ephraim Blogg             | Rabbiner und Tanachforscher                                                                 |       |       |
|     | Otto Carisch                      | Schweizer reformierter Pfarrer und Historiker                                               |       |       |
|     | Pierre Carlier                    | französischer Politiker und Polizeibeamter                                                  |       |       |
|     | Job Joseph Coat                   | bretonischer Schriftsteller                                                                 |       |       |
|     | Ludewig von Cramm                 | braunschweigischer Kammerherr                                                               |       |       |
|     | Alexander Friedländer             | deutscher Hochschullehrer und Aktivist der Deutschen Revolution 1848/49                     |       |       |
|     | Edward Griffith                   | britischer Naturforscher                                                                    |       |       |
|     | Franz August Hagemann             | Justizrat in und Ehrenbürger von Hildesheim                                                 |       |       |
|     | Kham Nai                          | Herrscher des Reiches Champasak                                                             |       |       |
|     | Georgios Koundouriotis            | griechischer Politiker und Ministerpräsident                                                |       |       |
|     | Zygmunt Kurnatowski               | polnischer Adliger, Graf des Stammes Łodzia und Generalmajor der königlich polnischen Armee |       |       |
|     | Julius August Lauterbach          | deutscher Verwaltungsbeamter und Parlamentarier                                             |       |       |
|     | Georg Löck                        | deutscher Rechtsanwalt                                                                      |       |       |
|     | Christian Friedrich von der Mosel | deutscher Gutsbesitzer, Politiker und Verwaltungsbeamter                                    |       |       |
|     | Mustafa Reşid Pascha              | osmanischer Staatsmann und Diplomat                                                         | 58    |       |
|     | Gustav Friedrich Ramtour          | deutscher Prediger, Theologe und Pädagoge                                                   |       |       |
|     | Vakaba Touré                      | westafrikanischer Stammesführer                                                             |       |       |
|     | Carl Wahlbom                      | schwedischer Maler und Illustrator                                                          |       |       |
|     | Johann Ludwig Weinbrenner         | badischer Baumeister                                                                        |       |       |
|     | Otto Wichmann                     | deutscher Genre- und Porträtmaler                                                           |       |       |